# Rimas Kurtinaitis
Rimas Kurtinaitis (* 15. Mai 1960 in Kaunas, Litauische SSR) ist ein litauischer Basketballtrainer und ehemaliger -spieler. Er spielte bei Žalgiris Kaunas, ZSKA Moskau und Real Madrid, sowie in der sowjetischen und ab 1991 in der litauischen Nationalmannschaft.
Kurtinaitis zählt zur erfolgreichen Generation litauischer Basketballspieler um Arvydas Sabonis. Als einer der besten Flügelspieler seiner Zeit war der 1,96 m große Kurtinaitis sowohl als Anspieler als auch als Europas bester Drei-Punkte-Schütze bekannt.
Bei den Olympischen Spielen 1988 in Seoul wurde er Olympiasieger mit der Auswahl der Sowjetunion. Vier Jahre später gewann er in Barcelona die Bronzemedaille, dieses Mal mit Litauen. 1993 ging er nach Australien und spielte bei den Townsville Suns, wechselte jedoch im folgenden Jahr zu Real Madrid. 2003 wurde er Nationaltrainer in Aserbaidschan.
Von 1997 bis 2001 war Kurtinaitis Direktor am Department für Körperkultur und Sport bei der Regierung der Republik Litauen (KKSD). Anfang Oktober 2024 übernahm er das Amt des litauischen Nationaltrainers.

## Erfolge als Spieler
- Olympiasieger 1988
- olympischer Bronzemedaillengewinner 1992 und 1996
- Vizeweltmeister 1986
- Europameister 1985
- Vizeeuropameister 1987 und 1995
- EM-Dritter 1989
- Sowjetischer Meister mit Žalgiris Kaunas 1985, 1986, 1987 und mit ZSKA Moskau 1982
- Sowjetischer Vizemeister mit „Žalgiris Kaunas“ 1983, 1984, 1988, 1989
- Interkontinental-Cup-Sieger mit „Žalgiris Kaunas“ 1986
- Spanischer Meister mit Real Madrid 1994, 1995
- Litauischer Meister mit „Žalgiris Kaunas“ 1996
- wertvollster Spieler (MVP) der Saison 1996
- Litauischer Vizemeister mit Atletas Kaunas 1998
- Litauischer Vizemeister mit Lietuvos rytas Vilnius 1999
- Litauischer Pokalsieger mit „Lietuvos rytas“ 1999